# Fighting and Entertainment Group
Fighting and Entertainment Group (FEG) est l’organe ayant promu les sports de combat japonais et fondé le 3 septembre 2003. Son dernier président était Sadaharu Tanikawa et la dernière société mère est la Dream (d'arts martiaux mixtes), aujourd'hui disparue, et fut autrefois, la plus grande organisation de kickboxing japonais au monde pour le K-1.
La FEG a été créée afin d'administrer les activités du K-1 par son fondateur et président Kazuyoshi Ishii puis dissoute pour blanchiment d'argent. Le journaliste sportif et proche d'Ishii, Sadaharu Tanikawa, a été son successeur et a créé FEG en tant que société financière (Holding) en vue de la promotion du K-1,, incluant éventuellement d'autres événements sous son égide, tels que les promotions MMA (les évènements, le « Rumble on the Rock aux États-Unis) et  le « Hero's »), ainsi que des coproductions avec le Dream Stage Entertainment (DES : Wrestling et MMA), la société mère du PRIDE Fighting Championships.

## Crise financière
Le 31 décembre 2010, après l'événement du Dream Dynamite en 2010, Sadaharu Tanikawa a annoncé une pause de trois mois pour les activités de la FEG, déclarant en : « 2011 est une année de retour pour nous. Nous allons restructurer l'entreprise pendant trois mois et commencer à organiser des événements au printemps ».
En janvier 2011, Sadaharu Tanikawa a déclaré dans une publication japonaise que « il est possible que la FEG s’éteigne », ce qui a conduit à de nouvelles spéculations sur l'avenir de la FEG. Mike Kogan membre de la branche de la FEG aux USA a ajouté : « aujourd’hui, il est fort possible que les aides financières ne viennent plus de la part des investisseurs qui avaient souhaité s'engager et ainsi  il est possible que l'entreprise décline, nous avons épuisé toute bonne volonté pour la maintenir ».
Le 28 juillet 2011, la FEG a vendu les droits du K-1 ainsi que la plupart de ses marques à la société immobilière japonaise « Barbizon Co. Ltd ».
Le 16 mai 2012, Tanikawa a officiellement déclaré la faillite financière de la FEG.